# Imperador Xiaowen de Wei do Norte

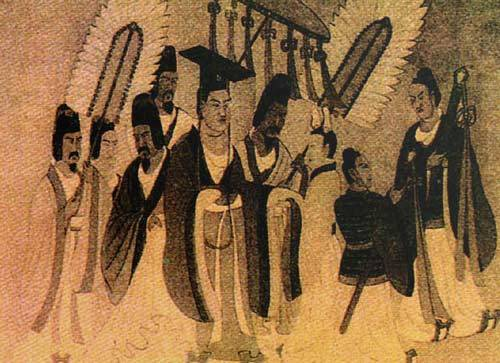
Imperador Xiaowen de Wei

Imperador Xiaowen de Wei do Norte (北)魏孝文帝) (13 de outubro de 467 - 26 de abril de 499), nome pessoal Tuoba Hong (拓拔宏), mais tarde Yuan Hong (元宏), foi um imperador da dinastia Wei do Norte da China, reinando de 20 de setembro de 471 a 26 de abril de 499. 
Sob o regente da imperatriz viúva Feng, o imperador Xiaowen promulgou um novo sistema de posse da terra chamado sistema de campo igualitário em 485, que visava aumentar a produção agrícola e as receitas fiscais. A implementação do sistema de igualdade de campo deveu-se em grande parte ao desejo da corte de quebrar o poder econômico dos magnatas locais que abrigavam os residentes sob seu controle que viviam em aldeias fortificadas.  Sob esse sistema, todas as terras eram de propriedade do estado e, em seguida, distribuídas igualmente aos agricultores pagadores de impostos. Este sistema criou com sucesso uma infraestrutura fiscal estável e uma base para o recrutamento militar universal para o Wei do Norte, e continuou até a dinastia Tang. O programa de campo igualitário foi acoplado a outra iniciativa, o sistema "Três Anciãos", com o objetivo de compilar registros populacionais precisos para que a terra pudesse ser distribuída de acordo. 
O imperador Xiaowen implementou uma política de sinicização, com a intenção de centralizar o governo e tornar o estado multiétnico mais fácil de governar. Essas políticas incluíam a mudança de estilos artísticos para refletir as preferências chinesas e forçar os funcionários da corte a falar a língua e usar roupas chinesas. Ele obrigou seu próprio povo Xianbei e outros a adotar sobrenomes chineses e mudou seu próprio sobrenome de família de Tuoba para Yuan. Ele também encorajou o casamento entre Xianbei e Han.
Em 494, o imperador Xiaowen mudou a capital Wei do Norte de Pingcheng (平城, na moderna Datong, Shanxi) para Luoyang, uma cidade há muito reconhecida como um importante centro na história chinesa. Enquanto a capital foi transferida para Luoyang, a elite militar permaneceu centrada na antiga capital, ampliando as diferenças entre a administração e os militares. A população da antiga capital permaneceu conservadora, enquanto a população de Luoyang estava muito mais ansiosa para adotar as políticas de sinização de Xiaowen. Suas reformas foram recebidas com resistência pela elite Xianbei. Em 496, duas conspirações de nobres Xianbei, uma centrada em seu príncipe herdeiro Yuan Xun, e outra centrada em seu tio distante Yuan Yi (元頤). Em 497, Xiaowen destruiu as conspirações e forçou Yuan Xun a cometer suicídio.

## Início da vida e regência do imperador Xianwen
Tuoba Hong nasceu em 467, quando seu pai, o imperador Xianwen, era jovem - aos 13 anos, e ainda não governava sozinho, mas era imperador sob a regência da madrasta do imperador Xianwen, a imperatriz viúva Feng. Tuoba Hong era o filho mais velho do Imperador Xianwen. Sua mãe, a consorte Li, era filha de Li Hui, um oficial de nível médio na época, que era irmão da mãe do imperador Xianwen. A imperatriz viúva Feng, após o nascimento de Tuoba Hong, encerrou sua regência e devolveu o poder ao imperador Xianwen, enquanto passava seu tempo criando Tuoba Hong. Em 469, aos dois anos, Tuoba Hong foi nomeado príncipe herdeiro. Naquele mesmo ano, sua mãe, a consorte Li, morreu - e embora as histórias tradicionais não descrevam como ela morreu, parecia provável que ela tenha sido forçada a cometer suicídio de acordo com a tradição Wei do Norte de forçar as mães dos príncipes herdeiros a cometer suicídio, pois foi escrito que todo o palácio lamentou amargamente.
Em 471, o imperador Xianwen, que favorecia as filosofias taoístas e budistas, cansou-se do trono e considerou passar o trono para seu tio Tuoba Zitui (拓拔子推), o príncipe de Jingzhao. Após a oposição de praticamente todos os funcionários de alto nível, no entanto, o Imperador Xianwen ainda estava decidido a passar o trono para outra pessoa, mas decidiu ceder o trono ao Príncipe Herdeiro Hong. Posteriormente, ele o fez, e o príncipe herdeiro Hong assumiu o trono como imperador Xiaowen, enquanto o imperador Xianwen assumiu o título de Taishang Huang (imperador aposentado), embora, devido à pouca idade do imperador Xiaowen, o imperador Xianwen continuasse a ter o controle real de assuntos importantes. Quando necessário na linha de frente contra Rouran, ele mesmo conduziu campanhas militares, deixando importantes oficiais encarregados da capital Pingcheng (平城, na moderna Datong, Shanxi) com o imperador Xiaowen.
Em 476, a imperatriz viúva Feng, ressentida com o fato de o imperador Xianwen ter matado seu amante Li Yi (李奕) em 470, mandou assassiná-lo. (A maioria dos historiadores, incluindo Sima Guang, acreditava que ela o envenenou, mas outra versão indicava que a imperatriz viúva Feng preparou assassinos que, quando o imperador Xianwen veio ao seu palácio para cumprimentá-la, o agarraram e sufocaram.) Ela assumiu a regência sobre o Imperador Xiaowen e assumiu o título de Grã-Imperatriz Viúva.

## Regência da Grã-Imperatriz Viúva Feng

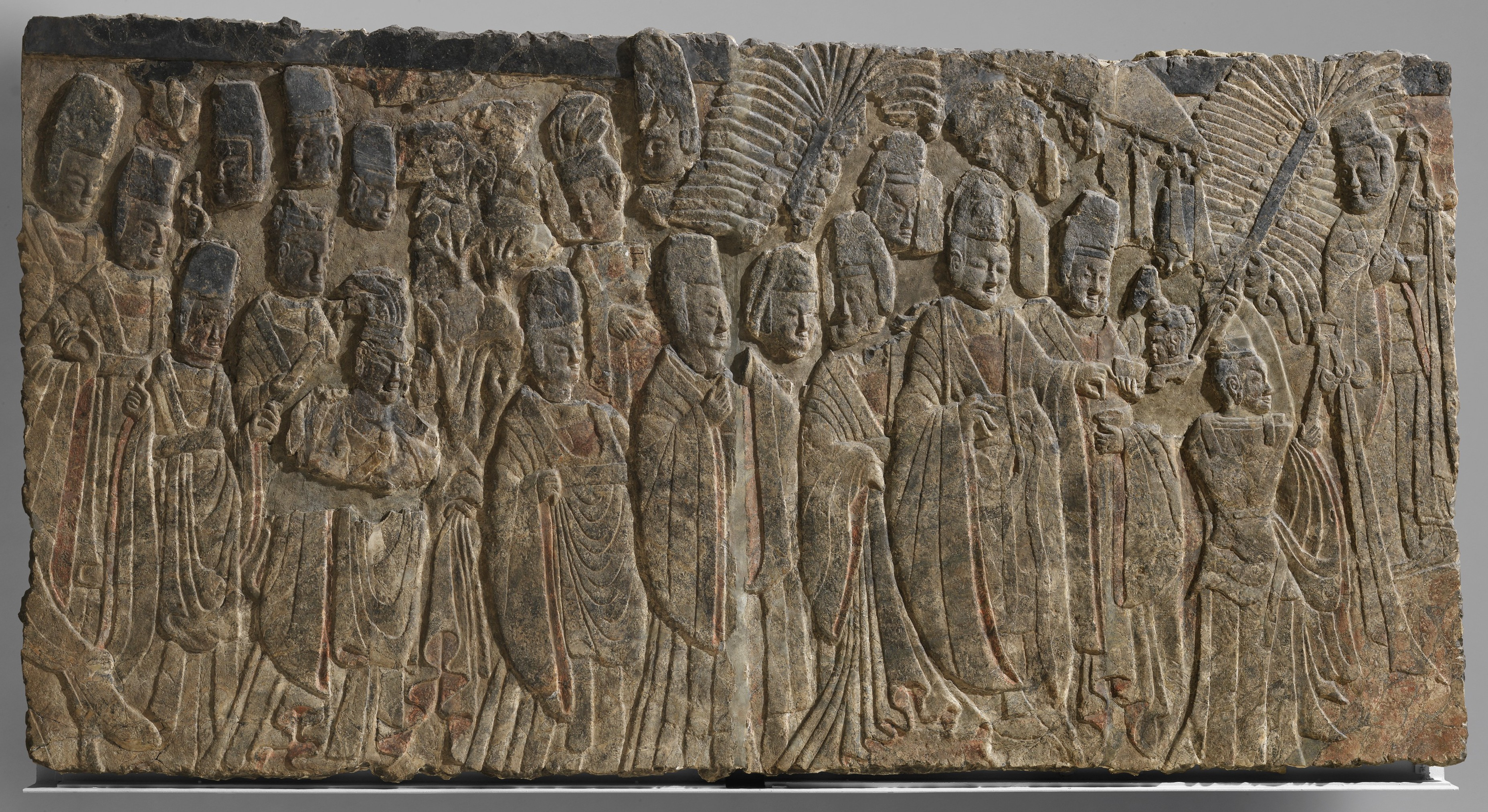
Imperador Xiaowen e sua comitiva adorando o Buda 522-523 dC. Caverna Central de Binyang (também conhecida como Caverna 3) no complexo de Longmen

Depois que a Grã-Imperatriz Viúva Feng reassumiu a regência, ela foi considerada mais ditatorial do que antes, mas inteligente em suas decisões e frugal em sua vida. Ela não apenas era altamente alfabetizada, mas também era capaz em matemática. No entanto, ela confiava em vários eunucos e permitia que eles interferissem em assuntos governamentais. Além disso, ela promoveu muito seus amantes Wang Rui (王叡) e Li Chong (李沖) - ambos aparentemente eram funcionários talentosos, mas cujas promoções estavam além do que seus talentos e contribuições exigiam. Ela equilibrou sua reputação promovendo também alguns funcionários honrados que não eram seus amantes. Por estar preocupada com a possibilidade de ser criticada pelo que era visto como conduta imoral, ela puniu aqueles que percebeu que a criticavam ou parodiavam seu comportamento com punições severas, incluindo a morte. Uma de suas vítimas foi Li Xin, que contribuiu para a morte de seu amante anterior, Li Yi, quando ela mandou matar Li Xin em 477. Com medo de que o clã da mãe do imperador Xiaowen tentasse tomar o poder, ela acusou falsamente seu avô Li Hui (李惠), o príncipe da Comenda de Nan, de traição em 478 e mandou matá-lo e seu clã. Ela aparentemente acelerou a política de sinicização, que incluía a estratificação social, ao emitir um decreto em 478 exigindo que as pessoas se casassem em suas classes sociais.
Os Wei do Norte começaram a providenciar para que as elites chinesas Han se casassem com as filhas da família real Xianbei Tuoba na década de 480. Alguns membros da realeza exilada chinesa Han fugiram do sul da China e desertaram para os Xianbei. Várias filhas do imperador Xianbei Xiaowen foram casadas com as elites chinesas Han, a real chinesa Han Liu Song Liu Hui 刘辉, casou-se com a princesa Lanling 蘭陵公主 do norte Wei,   princesa Huayang 華陽公主 para Sima Fei 司馬朏, um descendente da realeza da dinastia Jin (266-420), a princesa Jinan 濟南公主 para Lu Daoqian 盧道虔, a princesa Nanyang 南阳长公主 para Xiao Baoyin 萧宝夤, um membro da realeza Qi do Sul.  A irmã do imperador Xiaozhuang do norte de Wei, a princesa Shouyang, casou-se com o filho do governante da dinastia Liang, o imperador Wu de Liang, Xiao Zong 蕭綜.

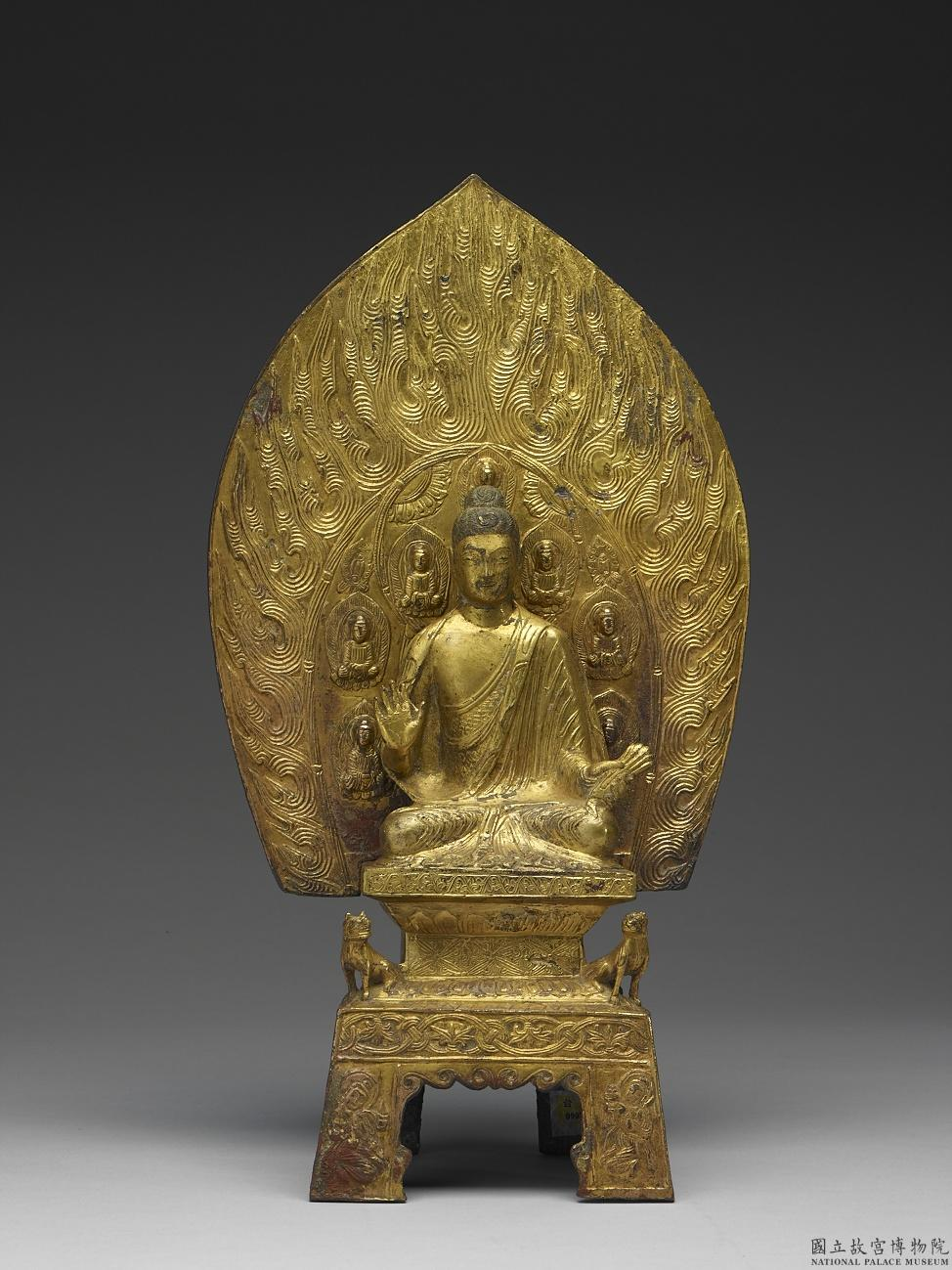
Buda Sakyamuni de bronze dourado datado do décimo dia do nono mês lunar do primeiro ano da era Taihe (477). Hoje é o Tesouro Nacional da República da China exposto no Museu do Palácio Nacional

Em 479, depois que o trono do rival Liu Song foi usurpado pelo general Xiao Daocheng, que estabeleceu Qi do Sul como seu Imperador Gao, Wei do Norte comissionou Liu Chang (劉昶) o Príncipe de Danyang, um príncipe Liu Song que havia fugido para Wei do Norte em 465, com um exército e prometendo-lhe apoio para reconstruir Liu Song. No entanto, as habilidades de Liu Chang não estavam à altura da tarefa, e ele nunca foi capaz de ganhar muitos seguidores nas regiões fronteiriças para montar um grande esforço para restabelecer Liu Song. Em 481, a campanha havia fracassado.
Também em 481, o monge budista Faxiu (法秀) tentou iniciar uma revolta popular em Pingcheng, mas foi descoberto, capturado e executado. Alguns oficiais defendiam a execução de todos os monges budistas, mas a Grã-Imperatriz Viúva Feng recusou. Também naquele ano, ela começou a construção de sua futura tumba na Montanha Fang (方山), perto de Pingcheng, deixando instruções de que depois que ela morresse seria desnecessário que ela fosse enterrada com seu marido, o imperador Wengcheng, que foi enterrado perto da antiga capital de Wei do Norte, Shengle (盛樂, na moderna Hohhot, Mongólia Interior). Mais tarde naquele ano, um novo código penal que ela encarregou Gao Lü de escrever foi concluído - com 832 seções, 16 delas prescrevendo o abate de clãs como pena, 235 delas prescrevendo pena de morte pessoal e 377 prescrevendo outras formas de punição.
Em algum momento durante a ascensão do Imperador Xiaowen ao poder, a Grã-Imperatriz Viúva Feng o deteve e considerou depô-lo em favor de seu irmão Tuoba Xi (拓拔禧), mas seus assistentes a persuadiram do contrário. Embora a Grã-Imperatriz Viúva Feng nunca tenha devolvido formalmente os poderes imperiais a ele, por volta de 483 ele parecia estar no controle do governo, embora a Grã-Imperatriz Viúva Feng continuasse a manter poderes substanciais. De fato, foi por ordem dela que naquele ano, depois que a concubina do Imperador Xiaowen, a Consorte Lin, deu à luz seu filho mais velho, Tuoba Xun, a Consorte Lin foi forçada a cometer suicídio de acordo com os costumes de Wei do Norte. Ela mesma criou Tuoba Xun. Em 485, depois que o Imperador Xiaowen criou seus irmãos mais novos príncipes, a Grã-Imperatriz Viúva Feng estabeleceu uma escola imperial para esses príncipes. Em 486, talvez como um sinal de sinicização e demonstração da autoridade do imperador Xiaowen, ele começou a assumir roupas imperiais tradicionais chinesas, incluindo um manto com padrões de dragão e um chapéu com borlas. Como o Imperador Xiaowen foi criado pela Grã-Imperatriz Viúva Feng, ele também se tornou muito próximo da família de seu irmão Feng Xi (馮熙). Por algum tempo, ele tomou duas de suas filhas como concubinas, mas uma delas logo morreu de doença, e a outra, a consorte Feng Run, também sofreu uma doença grave e foi enviada de volta para a casa de seu pai, onde se tornou uma monja budista.
O arranjo de compartilhamento de poder entre a madrasta e o enteado talvez possa ser ilustrado por um incidente em 489, quando os irmãos mais novos do imperador Wencheng, Tuoba Tianci (拓拔天賜), o príncipe de Ruyin, e Tuoba Zhen (拓拔楨), o príncipe de Nan'an, foram acusados de corrupção, um crime de morte. A Grã-Imperatriz Viúva Feng e o Imperador Xiaowen convocaram conjuntamente um conselho imperial para discutir sua punição. A Grã-Imperatriz Viúva Feng começou perguntando aos funcionários: "Vocês acreditam que devemos nos preocupar com as relações familiares e destruir a lei, ou desconsiderar as relações familiares e seguir a lei?" Os funcionários imploraram em grande parte pela vida dos príncipes. Depois que a Grã-Imperatriz Viúva Feng ficou em silêncio, o Imperador Xiaowen declarou: "O que os dois príncipes cometeram é imperdoável, mas a Grã-Imperatriz Viúva segue o amor fraternal que Gaozong [nome do Templo do Imperador Wengcheng] tinha. Além disso, o príncipe de Nan'an é filialmente piedoso com sua mãe. Portanto, os dois serão poupados da pena de morte, mas seus cargos e títulos serão retirados deles, e eles serão reduzidos ao status de plebeus sem direitos políticos.
Em 490, a Grã-Imperatriz Viúva Feng morreu e ela foi enterrada com honras magníficas. O Imperador Xiaowen ficou tão perturbado que não conseguiu ingerir comida ou água por cinco dias e, posteriormente, observou um período de luto de três anos por ela, apesar dos apelos dos oficiais para que ele encurtasse o período de luto de acordo com as regras que o Imperador Wen de Han havia estabelecido.

## Início do reinado pessoal
Após a morte da Grã-Imperatriz Viúva Feng, o Imperador Xiaowen não apenas continuou a campanha de sinicização, mas a realizou com seriedade, mudando muitas leis e costumes dos estados Wei do Norte para se conformar com os costumes Han, particularmente os confucionistas. Enquanto ele procurava os primos de sua mãe, a consorte Li (os irmãos da consorte Li haviam sido executados com seu pai Li Hui) e os recompensava com cargos relativamente baixos, ele mais tarde retirou as recompensas, trazendo críticas de que estava tratando os Fengs com muita bondade e não tratando os Lis com bondade suficiente.
em 492, em conformidade com a tradição das dinastias passadas, o Imperador Xiaowen rebaixou os muitos príncipes do estado, a menos que fossem descendentes do fundador da dinastia, o Imperador Daowu, aos títulos de duque, com duas exceções: Baba Guan (拔拔觀), o Príncipe de Shangdang, por causa das grandes realizações de seu avô Baba Daosheng (拔拔道生), foi autorizado a permanecer príncipe; e o ex-príncipe Liu Song, Liu Chang, o Príncipe de Danyang, embora tenha seu próprio posto reduzido a Duque de Qi Commandery, recebeu um título especial, que parecia não ser hereditário, de Príncipe de Song.
Em 493, o imperador Xiaowen casou-se com outra filha de Feng Xi, Feng Qing, como imperatriz.
Também em 493, o imperador Xiaowen iniciou a primeira de uma série de campanhas que ele conduziria contra o Qi do Sul - embora, no caso desta campanha, pretendesse permitir que ele mudasse a capital de Pingcheng para o sul para o coração Han de Luoyang, para promover sua campanha de sinicização. Ao chegar a Luoyang no final do outono, ele ordenou um avanço contínuo, apesar das fortes chuvas, e então, quando os funcionários de Xianbei que se opunham à campanha tentaram novamente detê-lo, ele ofereceu um compromisso - que a capital fosse transferida para Luoyang e a campanha fosse abandonada. Os funcionários concordaram. Ele também confiou as questões de mudança de cerimônias e música Xianbei para as cerimônias Han ao oficial Wang Su (王肅), que havia desertado recentemente do Qi do Sul.
Em 494, o imperador Xiaowen retornou a Pingcheng e, por razões que não são claras, reabriu as discussões sobre a mudança da capital para Luoyang. Desta vez, os funcionários de Xianbei se opuseram amplamente à mudança, mas o imperador Xiaowen os rejeitou e continuou movendo as agências governamentais para Luoyang, embora mantendo uma presença governamental bastante substancial em Pingcheng para que servisse como capital secundária. Para aliviar as preocupações de que a mudança de Pingcheng para Luoyang causaria uma escassez de cavalos e outros animais, ele fez com que o general Yuwen Fu (宇文福) estabelecesse uma grande zona de pastagem de gado em Heyang (河陽, nas modernas Jiaozuo e Xinxiang, Henan).
Um feudo de 100 famílias e o posto de 崇聖侯 Marquês que adora o sábio foi concedido a um descendente de Confúcio, a linhagem de Yan Hui tinha 2 de seus descendentes e a linhagem de Confúcio tinha 4 de seus descendentes que tinham patentes concedidas a eles em Shandong em 495 e um feudo de dez famílias e patente de 崇聖大夫 Grandee que venera o sábio foi concedido a 孔乘 Kong Sheng, que era descendente de Confúcio no 28ª geração em 472 pelo Imperador Xiaowen de Wei do Norte.

## Reinado pessoal tardio
No final de 494, sob a razão declarada de que o Imperador Ming de Qi do Sul havia usurpado o trono (de seu sobrinho-neto Xiao Zhaowen), o Imperador Xiaowen preparou uma grande campanha contra Qi do Sul, partindo de Luoyang por volta do ano novo de 495. Ele inicialmente colocou as importantes cidades Shouyang (壽陽, na moderna Lu'an, Anhui) e Yiyang (義陽, na moderna Xinyang, Henan) sob cerco, mas não conseguiu capturá-las facilmente, e as batalhas que seus exércitos conduziram contra os exércitos Qi do Sul foram em grande parte indecisas. No final da primavera de 495, ele abandonou a campanha.
No verão de 495, o imperador Xiaowen emitiu uma série de decretos que tornaram o que foi declarado lei oficial - que as roupas e a linguagem Xianbei fossem proibidas e que as roupas e a linguagem Han fossem usadas em seu lugar. (Uma isenção foi dada aos maiores de 30 anos.) Na primavera de 496, ele também ordenou que os nomes da família Xianbei fossem mudados para Han, mudando o nome de seu próprio clã de Tuoba para Yuan. Ele também fortaleceu a estratificação social que já estava em andamento há algum tempo, tornando oito clãs Xianbei e cinco clãs Han particularmente honrados, e ordenando que todos os cargos políticos fossem dados pelo status de clã, não por habilidades, apesar da forte oposição de seu oficial Li Chong. Os clãs particularmente honrados foram:
- Xianbei
  - Mu (穆, originalmente Qiumuling)
  - Lu (陸, originalmente Buliugu)
  - He (賀, originalmente Helai)
  - Liu (劉, originalmente Dugu)
  - Lou (樓, originalmente Helou)
  - Yu (于, originalmente Wuniuyu)
  - Xi (奚, originalmente Daxi)
  - Yu (尉, originalmente Yuchi)
- Han
  - Lu (盧)
  - Cui (崔)
  - Zheng (鄭)
  - Wang (王)
  - Li (李)

O imperador Xiaowen chegou a ordenar que seus seis irmãos mais novos rebaixassem suas esposas atuais ao status de concubina e a tomar as filhas de funcionários dos cinco clãs Han para serem suas novas esposas, uma ação fortemente criticada pelos historiadores.
Algum tempo antes do outono de 496, o Imperador Xiaowen, talvez devido à recomendação da Imperatriz Feng, deu as boas-vindas a sua irmã mais velha, Feng Run, de volta ao palácio para ser novamente sua concubina, e Feng Run, acreditando ser a irmã mais velha, recusou-se a ceder à Imperatriz Feng e começou a encontrar maneiras de minar sua posição. No verão de 496, o imperador Xiaowen depôs a imperatriz Feng, que então foi para o Templo Yaoguang (瑤光寺) e se tornou uma monja budista.
Também no outono de 496, o príncipe herdeiro Yuan Xun, que não se adaptou bem aos costumes Han ou ao clima muito mais quente em Luoyang, conspirou com seus seguidores para fugir de volta para Pingcheng, talvez para manter aquela cidade contra seu pai. Sua trama, no entanto, foi descoberta, e o Imperador Xiaowen, depois de pedir a seu irmão Yuan Xi (元禧), o Príncipe de Xianyang, para castigar Yuan Xun com ele, depôs Yuan Xun. No entanto, uma segunda conspiração surgiu rapidamente, organizada pelos oficiais Mu Tai (穆泰) e Lu Rui (陸叡), que pretendiam novamente manter as regiões do norte contra o imperador. No entanto, sua trama foi revelada pelo tio distante do Imperador Xiaowen, Yu Yi (元頤), o Príncipe de Yangping, a quem eles pretendiam fazer seu líder, mas que apenas fingiu concordar com sua trama. O Imperador Xiaowen enviou uma força comandada por seu primo Yuan Cheng (元澄), o Príncipe de Rencheng, para Pingcheng, acabando com a trama antes que ela começasse para valer e matando Mu e Lu.
Na primavera de 497, o imperador Xiaowen criou outro filho, Yuan Ke, príncipe herdeiro. Acreditando nos relatos do oficial Li Biao (李彪), que então mantinha o ex-príncipe herdeiro Xun em prisão domiciliar, de que Yuan Xun ainda estava tramando uma rebelião, ele forçou Yuan Xun a cometer suicídio. No outono de 497, o Imperador Xiaowen criou Feng Run para ser imperatriz, e quando a mãe de Yuan Ke, a consorte Gao, morreu posteriormente, a crença comum era que a Imperatriz Feng a envenenou secretamente para que ela pudesse criar Yuan Ke sozinha.
Também no outono de 497, o imperador Xiaowen lançou outro grande ataque contra Qi do Sul, desta vez concentrando-se primeiro na cidade de Wancheng (宛城, na moderna Nanyang, Henan). Embora ele tenha sido capaz de capturar Wancheng e Xinye (新野, também na moderna Nanyang), as batalhas ainda eram em grande parte indecisas. Durante sua ausência, um grande conflito eclodiu entre Li Chong e Li Biao na capital Luoyang, e Li Chong, depois de prender Li Biao, morreu de raiva. Em parte por causa disso e em parte porque, uma vez que o imperador Ming de Qi do Sul morreu no outono de 498, ele não deveria continuar a atacar um país que estava de luto por seu imperador, ele encerrou a campanha no outono de 498. Ao mesmo tempo, ele próprio estava adoecendo e confiou os assuntos importantes a seu irmão Yuan Xie, o Príncipe de Pengcheng, embora posteriormente tenha se recuperado e pudesse retornar a Luoyang.
Enquanto isso, no entanto, na ausência do Imperador Xiaowen, a Imperatriz Feng estava tendo um caso com o atendente Gao Pusa (高菩薩). Quando ela, também na ausência do Imperador Xiaowen, tentou forçar a irmã do Imperador Xiaowen, a Princesa Pengcheng, cujo marido Liu Chengxu (劉承緒, filho de Liu Chang) havia morrido antes, a se casar com seu irmão Feng Su (馮夙), o Duque de Beiping, a Princesa Pengcheng fugiu de Luoyang e chegou ao acampamento do Imperador Xiaowen, acusando a Imperatriz Feng de adultério. Assim que o Imperador Xiaowen voltou a Luoyang, ele prendeu Gao e o assistente da Imperatriz Feng, Shuang Meng (雙蒙), e os interrogou. Ele então interrogou a Imperatriz Feng pessoalmente também, concluindo que ela havia de fato cometido adultério. No entanto, alegando que não queria envergonhar o clã Feng, ele não a depôs, mas se recusou a vê-la novamente e também ordenou que o príncipe herdeiro Ke não a visse novamente.
O Imperador Xiaowen, apesar de seu próprio estado físico enfraquecido, decidiu avançar novamente para o sul para reagir contra uma campanha de retaliação do general Qi do Sul Chen Xianda (陳顯達). Ele foi capaz de repelir e derrotar Chen, mas durante a campanha, ele morreu. Yuan Xie e Yuan Cheng mantiveram sua morte em segredo até que seu corpo pudesse ser devolvido a Luoyang, e então anunciaram sua morte. Yuan Ke sucedeu ao trono como Imperador Xuanwu. Pela vontade do Imperador Xiaowen, a Imperatriz Feng foi forçada a cometer suicídio.

## Família
Consortes e Descendência:
- Imperatriz, do clã Feng de Changle (皇后 長樂馮氏), nome pessoal Qing (清)
- Imperatriz You, do clã Feng de Changle (幽皇后 長樂馮氏; 469–499), nome pessoal Run (潤)
- Imperatriz Wenzhao, do clã Gao de Goguryeo (文昭皇后 高句麗高氏; 469–497), nome próprio Zhaorong (照容)
  - Yuan Ke, Imperador Xuanwu (宣武皇帝 元恪; 483–515), segundo filho
  - Yuan Huai, Imperador Wumu (武穆皇帝 元懷; 488–517), quinto filho
  - Princesa Changle (長樂公主; 489–525), nome próprio Ying (瑛)
    - Casou-se com Gao Meng de Goguryeo, Duque Bohai (高句麗 高猛; 483–523)
- Imperatriz Zhen, do clã Lin (貞皇后 林氏; m. 483)
  - Yuan Xun, Príncipe Herdeiro (皇太子 元恂; 483–497), primeiro filho
- Guiren, do clã Yuan (貴人 袁氏)
  - Yuan Yu, Imperador Wenjing (文景皇帝 元愉; 488–508), terceiro filho
- Furen, do clã Luo (夫人 羅氏; m. 514)
  - Yuan Yi, Príncipe Qinghe Wenxian (清河文獻王 元懌; 488–520), quarto filho
  - Yuan Yue, Príncipe Runan Wenxuan (汝南文宣王 元悅; 494–532), sexto filho
- Chonghua, do clã Zheng (充華 鄭氏)
  - Yuan Tiao, Príncipe Shang (殤王 元恌; 494–500), sétimo filho
- Chonghua, do clã Zhao (充華 趙氏; 467–514)
  - Princesa Yiyang (義陽公主)
    - Casou-se com Lu Yuanyu de Fanyang (范陽 盧元聿) e teve filhos (um filho)
- Desconhecido
  - Princesa Lanling (蘭陵公主), segunda filha
    - Casou-se com Liu Hui, Duque Qi (劉輝; m. 521)

  - Princesa Huaiyang (淮陽公主), quarta filha
    - Casou-se com Yi Yuan de Henan (河南 乙瑗; 489–534) e teve filhos (um filho, Lady Yifu)

  - Princesa Huayang (華陽公主; m. 524)
    - Casou-se com Sima Fei de Henei, Visconde Yuyang (河內 司馬朏; falecido em 524), e teve filhos (um filho)

  - Princesa Shunyang (順陽公主)
    - Casou-se com Feng Mu de Changle, Duque Fufeng (長樂 馮穆; m. 528)

  - Princesa Jinan (濟南公主)
    - Casou-se com Lu Daoqian de Fanyang, Conde Linzi (范陽 盧道虔), e teve filhos (dois filhos)

  - Princesa Nanyang (南陽公主)
    - Casou-se com Xiao Baoyin de Lanling (蘭陵; 487–530) em 502, e teve filhos (três filhos)